# Svenskøya
Svenskøya (Dansk: Svenskøen) er en ubeboet ø som er en del af arkipelaget Svalbard. Den er placeret i Barentshavet i Ishavet og er en del af den lille øgruppen Kong Karls Land. Svenskøya dækker et samlet areal på 137 km2, og har den største population af isbjørne på Svalbard.
Svenskøya ligger cirka 247 km nordøst for Longyearbyen og 80 km sydøst for øen Nordaustlandet.
I 1973 blev øen en del af Nordaust-Svalbard naturreservat.